# Amit Elor
Amit Elor est une lutteuse libre américaine née le 1er janvier 2004 à Walnut Creek en Californie. Elle est sacrée championne du monde en 2022 puis en 2023. Elle remporte la médaille d'or aux Jeux olympiques d'été de 2024 dans la catégorie des moins de 68 kg.

## Biographie
Amit Elor est née à Walnut Creek en Californie en 2004. Ses parents originaires d'Ashkelon en Israël décident de rejoindre les États-Unis pour suivre des études dans les années 1980. Ses grands parents ont survécu à l'holocauste. En 2022, elle est sacrée championne mondiale lors des championnats du monde en moins de 72 kg à Belgrade en Serbie. Elle remporte à nouveau ce titre l'année suivante lors des championnats du monde. 
Le 28 février 2024, lors des Championnats panaméricains de lutte  à Acapulco, elle passe dans la catégorie des  moins de 68 kg, remporte la médaille d'or et se qualifie pour les Jeux olympiques d'été de 2024 dans cette catégorie. Le 06 août 2024, elle remporte la médaille d'or aux Jeux olympiques dans la catégorie des moins de 68 kg.

## Palmarès

### Championnats du monde
- Médaille d'or en catégorie des moins de 72 kg aux Championnats du monde de lutte 2023 à Belgrade
- Médaille d'or en catégorie des moins de 72 kg aux Championnats du monde de lutte 2022 à Belgrade

### Championnats panaméricains
- Médaille d'or en catégorie des moins de 68 kg aux Championnats panaméricains de lutte 2024 à Acapulco